# Pedro de Sintra
Pedro de Sintra (Lagos, ? - ca. 1484) fou un navegant i explorador portuguès al servei de l'Infant Enric, un dels primers europeus a explorar la costa occidental africana i que descobrí i batejà Sierra Leona el 1462.
Posteriorment continuà la seva exploració fins al Regne de Benín.
En morir l'Infant Enric continuà navegant pels reis Alfons V i Joan II. Morí el 1484 a la zona de la Guinea.